# Столкновения на израильско-ливанской границе (с 2023)
Боевые действия на израильско-ливанской границе, также неофициально называемые войной Израиля и «Хезболлы», или Третьей Ливанской войной — вооружённый конфликт между ливанской террористической организацией «Хезболла» и Армией обороны Израиля, начавшийся 8 октября 2023 года после того, как исламская ливанская боевая группировка выразила поддержку и похвалу вторжению ХАМАС в Израиль и вступила в израильско-палестинский конфликт.
8 октября 2023 года «Хезболла» начала атаковать вооружёнными группами израильскую границу и неизбирательно обстреливать населённые пункты, находящиеся на севере Израиля. ЦАХАЛ предпринял ответные меры, нанося авиаудары по скоплению членов группировки, уничтожая также военную технику и оружие «Хезболлы». К январю 2024 года было эвакуировано 96 тысяч жителей северного Израиля.
Эти столкновения стали крупнейшей эскалацией отношений между двумя странами со времён Ливанской войны 2006 года.
27 июля 2024 года неуправляемый разрывной снаряд Фалак-1, запущеный из Ливана, попал в друзский населённый пункт Мадждаль-Шамс на севере Голанских высот. Он взорвался на футбольном поле, убив 12 подростков и молодых людей в возрасте от 10 до 16 лет. По меньшей мере 42 человека получили ранения. Десятки других с травмами разной степени тяжести были доставлены в больницы командами «Маген Давид Адом» и вертолётами Армии обороны Израиля. Израиль и США обвинили «Хезболлу», которая, в свою очередь, заявила, что они атаковали израильскую военную базу в этом районе и не совершали удар по футбольному полю.
Массовые взрывы коммуникационных устройств «Хезболлы» произошли 17 и 18 сентября 2024 года в Ливане и Сирии.
19 сентября 2024 года израильское военное командование объявило о «новой эре войны» и ситуация начала накаляться.
19 сентября 2024 года премьер-министр Биньямин Нетаньяху заявил, что был утверждён план обороны и наступления на «северном направлении». Начальник Генштаба заявил, что «следующие два этапа уже готовы, на каждом из них цена для „Хезболлы“ должна быть высокой».
Кроме того, Нетаньяху опубликовал ролик, в котором пообещал «вернуть жителей севера домой».
В этот же день Израиль провёл масштабные бомбардировки Южного Ливана. Израиль нанёс более 70 ударов, сообщают, что это самая массированная атака с начала войны. Были зафиксированы полёты ВВС Израиля в воздушном пространстве столицы Ливана, Бейрута.
Хасан Насралла выступил в четверг, 19 сентября 2024 года с речью, в которой осудил две атаки, направленные на устройства «Хезболлы». Он назвал эти атаки «бойней» и сказал, что они «пересекли все красные линии», и назвал атаки Израиля официальным объявлением войны.
Лидер «Хезболлы» предупредил Израиль, что ливанский фронт «не остановится», пока не прекратятся боевые действия в Газе.
23 сентября 2024 года Армия обороны Израиля начала операцию «Стрелы севера» против  группировки «Хезболла». 1 октября 2024 года конфликт перерос в наземную операцию против «Хезболлы».
С 27 ноября 2024 года по 22 марта 2025 года Израиль временно прекратил военные действия в Ливане против «Хезболлы».

## Ход событий

### 2023

#### Октябрь
8 октября
Утром «Хезболла» начала обстреливать ракетами и снарядами по израильским позициям на фермах Шебаа. ЦАХАЛ ответил ударами беспилотников и артиллерийским обстрелом позиций «Хезболлы» вблизи израильско-ливанской границы. В результате двое ливанских детей получили ранения осколками стекла.
9 октября
Многочисленные палестинские боевики проникли на территорию Израиля. В ответ Израиль нанёс авиадуры по городов Марвахин, Айта-аш-Шаб и Дайра в районе Бинт-Джубайль, на юге Ливана. Ливанские СМИ сообщили, что в итоге ЦАХАЛ убил как минимум двух палестинских боевиков, один получил ранение а четвёртому удалось вернуться в Ливан. Источник СМИ «Хезболлы» сообщил, что один из её боевиков погиб в результате возмездия ЦАХАЛа. «Хезболла» отрицает свою причастность к инциденту, однако ответственность за вооружённое проникновение взяла на себя группировка «Палестинский исламский джихад». Позже «Хезболла» сообщила о гибели ещё двух её боевиков ночью. В ответ «Хезболла» выпустила ракеты и артиллерию по израильским позициям, в результате чего погиб заместитель командира израильской 300-й бригады 91-й дивизии Алим Абдаллах.
10 октября
«Хезболла» и ЦАХАЛ снова вступили в перестрелку. «Хезболла» выпустила ракетный залп по Израилю, а палестинские группировки атаковали ЦАХАЛ. «Хезболла» выпустила противотанковую управляемую ракету по израильской военной машине в районе Авивима, что спровоцировало ответный удар от израильского вертолёта.
11 октября
«Хезболла» выпустила противотанковые ракеты по израильской военной позиции и заявила, что в результате несколько израильтян были убиты. В ответ ЦАХАЛ обстрелял район, где была совершена атака. В ливано-итальянскую больницу в городе Сур поступили трое раненых гражданских лиц. ЦАХАЛ приказал жителям северного Израиля искать убежища после сообщений о запусках дронов с юга Ливана. Ракета «Пэтриот» была запущена для перехвата подозрительного снаряда, после чего ЦАХАЛ обнаружил, что рассматриваемый объект не был дроном. Предупреждающие сирены были активированы на севере Израиля после того, как появились сообщения о том, что около 20 лазутчиков на парапланах проникли на территорию Израиля из Ливана, прежде чем ЦАХАЛ отклонил это сообщение как ложную тревогу.
12 октября
Министерство обороны Израиля заявило, что в результате попадания противотанковой ракеты, выпущенной «Хезболлой», один израильский солдат был убит, а другой ранен.
13 октября
Заместитель генерального секретаря «Хезболлы» шейх Наим Кассем заявил, что «Когда придёт время для каких-либо действий, мы их осуществим» и что «Хезболла» готова и «будет способствовать конфронтации против Израиля в соответствии со своим собственным планом». После взрыва, причинившего незначительные повреждения участку стены на израильско-ливанской границе возле кибуца Ханита, ЦАХАЛ обстрелял Южный Ливан из артиллерии. В результате видеожурналист ливанского агентства Рейтер Эссам Абдулла был убит, а шесть других журналистов Рейтера, АФП и Аль-Джазиры получили ранения. Ливанская армия заявила, что во время удара получили ранения ещё двое.
14 октября
ЦАХАЛ опубликовал кадры атаки беспилотника, в результате которой, по их словам, были убиты три лазутчика из Ливана недалеко от Маргалиота, которые были членами ХАМАС. Один из них признался, что он член «Хезболлы». Во второй половине дня «Хезболла» выпустила 50 миномётных снарядов и 6 противотанковых ракет по пяти израильским аванпостам на фермах Шебаа. В результате дальнейшего обстрела ПИД в деревне Шебаа погибли двое мирных жителей; видео и фотодоказательства свидетельствуют об использовании фосфорных бомб.
15 октября
«Хезболла» выпустила пять противотанковых ракет по северному Израилю, тем самым убив одного израильского мирного жителя и ранив троих в Штуле. ЮНИФИЛ заявили, что их штаб-квартира в Эн-Накуре, на юге Ливана, тоже подверглась ракетному обстрелу, но о жертвах не сообщили. Лейтенант Амитай Гранат, командир 75-го батальона бригады «Голани» был убит в результате ракетного обстрела поста ЦАХАЛа на границе с Ливаном.
16 октября
ЦАХАЛ объявил об эвакуации жителей населённых пунктов в двух километрах от ливанской границы. Во второй половине дня были обстреляны позиции ЦАХАЛа вблизи границы, ответственность за которую взяла на себя «Хезболла». ЦАХАЛ ответил артиллерийским огнём. «Хезболла» заявила, что начала уничтожать камеры наблюдения на нескольких постах израильской армии.
Вечером по танку ЦАХАЛа были выпущены противотанковые ракеты, а выстрелы были направлены по нескольким армейским позициям. В ответ ЦАХАЛ атаковал источники огня с помощью артиллерии. В тот день сообщений о жертвах в ходе обеих перестрелок не поступало.
17 октября
Государственные СМИ Ливана сообщили, что деревня Дайра и районы вдоль западного участка границы в течение ночи подверглись «непрерывному» обстрелу со стороны Израиля. Рано утром поступило сообщение о том, что у нескольких человек появились симптомы удушья после того, как ЦАХАЛ якобы «обстрелял деревню снарядами с белым фосфором». В результате попадания противотанковой ракеты из Ливана в израильский город Метула, три человека получили ранения.
ЦАХАЛ заявил, что убил четырёх потенциальных лазутчиков вдоль ливанской границы, когда они пытались заложить бомбы на пограничную стену. «Хезболла» объявила, что в тот день были убиты пятеро её членов, но неясно, участвовал ли кто-либо в проникновении на границу.
18 октября
После взрыва у больницы Аль-Ахли в Газе, ливанские пропалестинские протестующие приняли участие в беспорядках в городах Дбайе и Аукар. Предприятия подверглись вандализму и поджогам.
19 октября
Десятки ракет были выпущены по северным израильским городам Нагария и Кирьят-Шмона с юга Ливана, в результате чего были ранены по меньшей мере трое мирных жителей. ХАМАС заявил, что ответственность за ракетные обстрелы несут его ячейки в Ливане. Израиль ответил авиаударами по позициям «Хезболлы».
Ливанская армия заявила, что после того, как группа из семи иранских журналистов подверглась автоматному обстрелу со стороны Израиля, один из них был убит, а другой ранен. Однако иранские государственные СМИ опровергли это утверждение и заявили, что все их журналисты «живы и здоровы». Миротворцы ЮНИФИЛ заявили, что после того, как мирные жители попали под перекрестный огонь на границе, один человек был убит. Ливанская армия обратилась к ЮНИФИЛ за помощью для деэскалации ситуации, и Израилю было предложено прекратить огонь «для облегчения спасательной операции».
20 октября
В полдень ЦАХАЛ сообщил, что один из их самолётов уничтожил трёх боевиков «Хезболлы», проникших на границу в мошав Штула. Днём из Ливана было произведено несколько пусков в сторону северного Израиля. Силы ЦАХАЛа ответили артиллерийским огнём по источникам огня. Армия обороны Израиля объявила, что в результате перестрелки был убит израильско-американский солдат запаса, а трое других были ранены.
21 октября
Днём из Ливана было выпущено несколько ракет по фермам Шебаа. В ответ беспилотник ЦАХАЛ нанёс удар по группе боевиков, запустившей ракеты.
Некоторое время спустя из Ливана были выпущены противотанковые управляемые ракеты по Маргалиоту и Ханите, в результате чего двое иностранных рабочих получили ранения. Позже ЦАХАЛ нанёс авиаудары по ракетным группам.
Вечером из Ливана в направлении Барама была выпущена ещё одна противотанковая управляемая ракета. В результате один солдат ЦАХАЛа был серьёзно ранен, а двое других получили лёгкие ранения. ЦАХАЛ ответил несколькими авиаударами по Южному Ливану, некоторые из которых были нацелены на другие ракетные группы, готовившиеся к атаке.
22 октября
Поздно утром с территории Ливана по фермам Шебаа была выпущена противотанковая управляемая ракета. Армия обороны Израиля ответила танковым огнём и уничтожила ракетную команду.
Днём в сторону Йифты было выпущено несколько миномётов. Вечером по Араб эль-Арамше была выпущена противотанковая управляемая ракета; ЦАХАЛ ответил продолжающимися авиаударами по группам, запускающим ракеты. Всего за день пострадало семь команд.
23 октября
После дневных ударов ЦАХАЛа по ракетным группам «Хезболлы» вечером по Кирьят-Шмоне была выпущена противотанковая управляемая ракета. В результате двое израильтян получили ранения, а также один дом был повреждён. ЦАХАЛ ответил продолжающимися авиаударами по ракетным группам, а также ударами по пограничным постам «Хезболлы».
24 октября
ЦАХАЛ уничтожил члена «Хезболлы», который пытался обстрелять Израиль из южного Ливана недалеко от пограничного города Барам.
25 октября
Утром ЦАХАЛ атаковал группу боевиков, пытавшуюся запустить противотанковые ракеты с территории Ливана по Израилю. Около 16:00 в сторону израильской территории были выпущены 4 ракеты, которые упали на открытой местности. Боевые самолёты ЦАХАЛа начали бомбардировку окраины деревень Кафр-Кила, Ярун и Дейр-Мимас.
26 октября
ЦАХАЛ уничтожил 4 отряда «Хезболлы». Всего с начала боевых действий он уничтожил 35 отрядов.
27 октября
ЦАХАЛ атаковал источники ракетного обстрела после того, как боевики обстреляли посты ЦАХАЛа в деревнях Авивим и Мисгав-Ам. Колонна ливанской армии подверглась обстрелу со стороны израильских сил в приграничной деревне Айтарун.
28 октября
Во время перестрелки между ЦАХАЛ и «Хезболлой», один снаряд попал в штаб-квартиру ЮНИФИЛ в Эн-Накуре. Через несколько часов два миномётных снаряда попали в базу ЮНИФИЛ в Хуле, ранив одного непальского миротворца.
29 октября
Бригады «Изз ад-Дин аль-Кассам» выпустили 16 ракет по Кирьят-Шмоне, попав в жилой дом.
«Хезболла» сбила израильский беспилотник ракетой класса «земля-воздух».
30 октября
Боевики ПИД попытались проникнуть на позиции ЦАХАЛа на границе с Ливаном.
Подразделение Сирийской арабской армии выпустило ракеты в сторону Израиля.
31 октября
Amnesty International заявила, что установила, что ЦАХАЛ «без разбора и, следовательно, незаконно применил боеприпасы с белым фосфором» во время обстрела деревни Дайра, которое «должно быть расследовано как военное преступление».
«Хезболла» совершила четыре нападения на позиции ЦАХАЛа на севере Израиля.

#### Ноябрь
1 ноября
«Хезболла» нанесла несколько ударов противотанковыми управляемыми ракетами по Йифте.
2 ноября
«Хезболла» утверждает, что атаковала 19 военных объектов ЦАХАЛа с применением ракет и артиллерийских снарядов.
«Хезболла» впервые с начала конфликта открыла огонь односторонними ударными дронами по позициям ЦАХАЛа.
Бригады «Изз ад-Дин аль-Кассам» обстреляли ракетами Кирият-Шимону.
3 ноября
В своём первом выступлении с начала войны в секторе Газа генеральный секретарь «Хезболлы» Хасан Насралла заявил, что «Присутствие военных кораблей США в Средиземном море нас не пугает».
4 ноября
«Хезболла» атаковала несколько постов ЦАХАЛа, в том числе один в Джал-эль-Алламе, двумя ракетами наземного базирования «Буркан».
5 ноября
«Хезболла» сбила израильский беспилотник Elbit Hermes 450 над Эн-Набатией. Обломки дрона упали на дома в городах Забдин и Харуф. Один израильский мирный житель погиб в результате попадания противотанковых ракет в кибуц Йифта.
Сообщается, что в результате взрыва Ливане пострадали две машины скорой помощи и четыре человека. Позже в результате авиаудара Израиля по Ливану были повреждены два гражданских автомобиля, в которых находились члены одной семьи, проезжавшие между городами Айната и Айтарун, в результате чего погибли одна женщина и три её внучки в возрасте от 10 до 14 лет. В ответ «Хезболла» обстреляла Кирьят-Шмону.
6 ноября
Бригады «Изз ад-Дин аль-Кассам» взяли на себя ответственность за запуск 16 ракет из Ливана по районам к югу от Хайфы. Тем временем Израиль сообщил о запуске минимум 30 ракет по источникам огня. «Хезболла» и бригады «Изз ад-Дин аль-Кассам» также совершили 4 трансграничных нападения на север Израиля.
Заместитель генерального секретаря «Хезболлы» Наим Кассем сообщил, что «Группировка [Хезболла] может быть вынуждена вступить в более широкий конфликт из-за атак в Газе».
7 ноября
Неизвестные боевики выпустили один залп из 20 ракет с юга Ливана в сторону Голанских высот.
8 ноября
«Хезболла» выпустила противотанковую управляемую ракету, в результате которой двое солдат ЦАХАЛа были ранены недалеко от Довева на севере Израиля.
9 ноября
«Хезболла» и другие боевики совершили три трансграничных нападения на север Израиля.
10 ноября
«Хезболла» выпустила противотанковые ракеты по посту ЦАХАЛа в Манаре, в результате чего четыре солдат получили серьёзные ранения. В ответ ЦАХАЛ атаковал источники огня. «Хезболла» провела три атаки беспилотников на север Израиля, нацеленные на позиции ЦАХАЛа и мирных жителей. Один дрон был перехвачен, а два других приземлились на территории Израиля. В ходе стычек были убиты 7 членов «Хезболлы», в результате чего число погибших боевиков возросло до 70.
ЦАХАЛ обстрелял больницу в Мейсе Эй-Джабале, в результате чего был ранен один врач. Министерство здравоохранения Ливана немедленно осудило нападение и заявило, что «израильские власти полностью несут ответственность за этот неоправданный акт, который привел бы к катастрофическим результатам», и призвало к расследованию.
11 ноября
Беспилотник ЦАХАЛа сбил пикап на сельскохозяйственных угодьях в районе Захрани в 45 километрах от израильско-ливанской границы.
«Хезболла» заявила, что совершила два трансграничных нападения на израильские посты, в результате которых есть жертвы, но неизвестно сколько.
Движение «Амаль», союзник «Хезболлы», объявило, что в результате ракетного обстрела в деревне Раб эль-Талатин погиб его боец, и ещё двое других членов были ранены. Это были первые потери группировки с момента её вступления в боевые действия.
12 ноября
В результате противотанковых ракетных и миномётных обстрелов «Хезболлы», был ранен 21 израильтянин, в том числе 7 солдат ЦАХАЛа и 6 сотрудников Израильской электрической корпорации, проводивших ремонтные работы. «Хезболла» также заявила, что в ходе отдельной атаки сбила бульдозер ЦАХАЛа. ЦАХАЛ заявил, что нанёс удар беспилотника по ячейке боевиков, которая пыталась запустить противотанковые ракеты возле Метулы.
1 миротворец ЮНИФИЛ был ранен при неизвестных обстоятельствах в результате обстрела возле Аль-Каузы.
Бригады «Изз ад-Дин аль-Кассам» заявили о двух отдельных нападениях на израильские города к северу от Хайфы.
Ливанский телеканал «Аль-Манар» сообщил, что ЦАХАЛ разбросал над территорией Южного Ливана листовки следующего содержания:
Срочное сообщение для жителей Южного Ливана. Действия „Хезболлы“ вынуждают Армию обороны Израиля действовать против этой террористической группировки в районе вашего проживания. В целях собственной безопасности немедленно покиньте дома и переместитесь в более безопасные районы на севере Ливана. ЦАХАЛ не желает причинить вред вам и членам вашей семьи.
13 ноября
После удара «Хезболлы» ЦАХАЛ ответил сильным обстрелом Южного Ливана, в результате которого, как сообщается, погибли два мирных жителя.
Неизвестные боевики выпустили противотанковые управляемые ракеты, в результате чего двое израильтян были ранены недалеко от Нетуа.
Израильская ракета упала рядом с журналистами в ливанском городе Ярун, о жертвах не сообщалось. «Хезболла» осудила нападение, произошедшее во время публичной экскурсии журналистов по городу. Министр иностранных дел Ливана Абдаллах Бу Хабиб заявил, что правительство Ливана подало жалобу в Совет Безопасности ООН в ответ на инцидент.
14 ноября
Ракеты из Ливана упали на открытых площадках израильских посёлков Штула, Шомера и Зарит. «Хезболла» также выпустила три противотанковые ракеты по позициям ЦАХАЛа.
Истребители обстреляли позиции «Хезболлы» на юге Ливана, а танк ЦАХАЛа атаковал отряд, который пытался запустить противотанковые ракеты по району Йифта.
15 ноября
«Хезболла» выпустила противотанковую управляемую ракету по группе солдат ЦАХАЛа возле израильского пограничного пункта Биркат-Риша.
16 ноября
Утром «Хезболла» выпустила шесть противотанковых ракет по Израилю.
Во второй половине дня «Хезболла» атаковала многочисленные города вблизи границы и нацелилась на военные собрания в Штуле и Хадаб-Яроне. Армия обороны Израиля отреагировала активно на юге Ливана, а израильские военные самолёты совершили налёты на объекты «Хезболлы». «Хезболла» заявила, что двое её членов были убиты.
17 ноября
«Хезболла» обстреляла военные посты на севере Израиля, на что ЦАХАЛ ответил атаками на источники огня «Хезболлы». По данным сил сирийской оппозиции, ЦАХАЛ обстрелял посты «Хезболлы» в Сирии.
18 ноября
Армия обороны Израиля нанесла удар по алюминиевому заводу в Набатии.
«Хезболла» выпустила беспилотник класса «земля-воздух» по израильскому «Гермесу 450», уничтожив его, а также выпустила ракету «Буркан» по северному Израилю.
19 ноября
ЦАХАЛ обнаружил 10 миномётных снарядов, выпущенных в сторону района Шломи на севере Израиля, которые попали в открытую местность. ЦАХАЛ ответил обстрелом объектов «Хезболлы» из танков и истребителей и поразил ячейку.
20 ноября
База ЦАХАЛа Биранит сильно пострадала от обстрела «Хезболлы» ракетами «Буркан». Истребители ЦАХАЛа нанесли удары по многочисленным военным объектам «Хезболлы», а солдаты нанесли удары по террористической ячейке в Метуле.
В Яруне сильно пострадала церковь после обстрела со стороны ЦАХАЛа. Ракетному обстрелу от движения «Амаль» также подвёргся дом депутата Кабалана Кабалана.
«Хезболла» заявила о нападении на казармы 91-й дивизии ЦАХАЛа в Бараните.
21 ноября
В результате авиаудара ЦАХАЛа по Кафр-Кила погибла пожилая ливанка, а её внучка была ранена.
В результате удара ЦАХАЛа возле Тайр-Харфы, погибли репортер и фотожурналист ливанского телеканала «Аль-Маядин», а также один гид.
Четыре члена бригад «Изз ад-Дин аль-Кассам» были убиты после удара ЦАХАЛа по автомобилю недалеко от ливанской деревни Чаайтия. Член «Хезболлы» также был убит в ходе нападения в Хиаме.
Неизвестные боевики запустили беспилотник одностороннего действия, нацеленный на силы ЦАХАЛа вдоль границы.
22 ноября
В Северном округе Израиля зазвучали сирены после того, как общины Нетуа, Зарит и Йифта подверглись обстрелу ракетами из Ливана. В ответ ЦАХАЛ обстрелял источники огня. Израильские танки также обстреляли форпост «Хезболлы» на юге Ливана.
«Хезболла» совершила две атаки на Маликию. Неизвестные боевики выпустили ракеты из Сирии в сторону оккупированной Израилем частью Голанских высот.
«Хезболла» заявила международной телекомпании «Аль-Джазира», что она «уважает» соглашение о временном прекращении огня между Израилем и ХАМАСом.
ЦАХАЛ нанёс удар по деревне Бейт-Яхун, в результате чего погибли пять членов «Хезболлы». Среди убитых был Аббас Раад, сын старшего лидера «Хезболлы» и члена парламента Мохаммада Раада.
23 ноября
В ходе одного из крупнейших обстрелов «Хезболлы» с начала боевых действий из Ливана по Верхней Галилее было выпущено от 30 до 50 ракет, некоторые из которых были перехвачены.
24 ноября
Армия обороны Израиля перехватила ракету класса «земля-воздух», выпущенную по её самолёту на территории Ливана. «Хезболла» заявила о 23 других нападениях на север Израиля.
25 ноября
Патрульное подразделение ЮНИФИЛ было обстреляно ЦАХАЛом в окрестностях Айтаруна, при этом никто не пострадал. ЮНИФИЛ осудили инцидент и призвали стороны напомнить «об их обязательствах защищать миротворцев и не подвергать риску мужчин и женщин, которые работают над восстановлением стабильности».

### 2024
27 июля
«Хезболла» нанесла ракетный удар по друзскому населённому пункту Мадждаль-Шамс на севере Голанских высот; убиты 12 детей на футбольном поле.
30 июля
В результате израильского авиаудара в Бейруте уничтожен Фуад Шукр, «Хезболла» обещает отомстить.
31 июля
В Тегеране в результате подрыва заранее заложенного взрывного устройства убит Исмаил Хания, приехавший на инаугурацию Масуда Пезешкиана.
25 августа
В ночь на 25 августа израильская разведка фиксирует подготовку к массированной атаке, после чего ВВС наносят превентивный удар по ракетам, ракетным установкам и пусковым шахтам «Хезболлы» в Ливане, предотвратив удары вглубь страны. «Хезболле» удаётся обстрелять север Израиля, но большая часть ракет перехватывается; в Израиле одна женщина получает легкие ранения, разбомблен курятник в мошаве Маргалийот.
17 и 18 сентября
В результате взрывов коммуникационных устройств у членов «Хезболлы» в Ливане и Сирии гибнут не менее 37 человек, более 3500 получают ранения. «Хезболла» обвиняет в атаке Израиль.
20 сентября
В результате взрыва в Бейруте во время рабочей встречи руководства «Исламского джихада» с руководством «Хезболлы» погибают более 20 человек. Среди убитых — Ибрагим Акил, глава подразделения сил специальных операций Радвана, а также всё высшее руководство этого подразделения.
23 сентября
Армия обороны Израиля начала операцию «Стрелы севера» против ливанской группировки «Хезболла».
27 сентября
В результьтате израильского авиаудара был убит лидер «Хезболлы» Хасан Насралла.
30 сентября
«ЦАХАЛ начал точечную и ограниченную наземную операцию на территории южного Ливана против объектов террористической инфраструктуры „Хезболлы“ в ряде приграничных деревень, из которых исходит непосредственная и реальная угроза израильским посёлкам на северной границе» — сообщили в телеграмм-канале ЦАХАЛ
27 ноября
Израиль временно прекратил военные действия в Ливане против «Хезболлы».

## Последствия
Из-за боевых действий Swiss International Air Lines и Lufthansa приостановили полёты в Бейрут, а флагманский авиаперевозчик Ливана Middle East Airlines в качестве меры предосторожности перевёл пять из 24 своих самолётов в Стамбул. Австралия, Канада, Франция, Германия, Испания и Великобритания посоветовали своим гражданам не ездить в Ливан, а британское посольство отозвало членов семей своих сотрудников.

### Ливан
Торговля оливками на юге Ливана, которая является основным источником дохода для многих, была остановлена, поскольку фермеры прекратили сбор урожая, опасаясь активных обстрелов. По данным министра сельского хозяйства Ливана Аббаса Хаджа Хасана, 40 000 оливковых деревьев сгорели в результате пожаров, вызванных обстрелами ЦАХАЛа.
Институт международных финансов прогнозирует, что ВВП Ливана может снизиться на один процент к концу этого года и на 30 процентов в 2024 году в случае дальнейшего распространения боевых действий.
От атак ЦАХАЛа больше всего пострадали многочисленные города на юге Ливана, населённые христианами. Были утверждения, что «Хезболла» намеренно обстреливает христианские районы. Христиане города Рмайх столкнулись с «Хезболлой» из-за попыток организации создать в городе военную инфраструктуру. Они также написали жалобу.
Волновые эффекты войны в Газе, вероятно, вернут хрупкую экономику Ливана, которая начала понемногу восстанавливаться после многолетнего кризиса, обратно в рецессию, говорится в отчете Всемирного банка, опубликованном 21 декабря.

### Израиль
По меньшей мере 65 000 мирных жителей были перемещены в результате массовой эвакуации из Северного округа. На январь 2024 года их было уже 96 тысяч. В результате обстрела Хезболлы 27 июля 2024 года после удара ракеты по футбольному полю в друзской деревне Мадждаль-Шамс на Голанских высотах погибло 12 детей в возрасте от 10 до 16 лет, ранения получили 42 человека. По данным израильских СМИ, на конец июля 2024 года повреждено более 1000 зданий.

## Международная реакция

#### Ливан
|                | Samir Geagea | через Twitter |
| @DrSamirGeagea |              |               |

англ. The most important thing is not to involve the Lebanese in anything that they cannot deal with, in light of the difficult situation they are experiencing.

            Самое главное — не вовлекать ливанцев в то, с чем они не могут справиться, учитывая сложную ситуацию, в которой они находятся.
        

        2023-10-07

Поскольку 8 октября напряжённость возле ливанской границы возросла, бывший премьер-министр Ливана Фуад Синьора подчеркнул, что «Ливан не должен участвовать в каких-либо боевых действиях с вражеским Израилем».
В период с 7 по 9 октября многие политики христианских партий в Ливане также выступили против действий «Хезболлы». Пьер Бу Асси, член блока Ливанских сил «Сильная республика», рассказал о похищении двух солдат ЦАХАЛа в 2006 году, которое привело к войне в Ливане, сказав: «Хасан Насралла пообещал в начале июля [2006 года], что лето будет тихим и процветающим — но несколько дней спустя „Хезболла“ похитила двух израильских солдат, и началась Июльская война». Партия «Катаиб» заняла аналогичную позицию и осудила использование территории Ливана негосударственными субъектами для нападения на Израиль.
6 ноября, в ответ на убийство четырёх мирных жителей на юге Ливана, президент Ливана Наджиб Микати объявил, что его правительство направит срочную жалобу в Совет Безопасности ООН против Израиля, заявив, что «Нападение вражеского Израиля на гражданских лиц в ходе его агрессии против Ливана, а также мученическая смерть четырёх человек, в том числе троих детей, сегодня вечером на юге страны [Ливана], а также ранение других людей огнём беспилотников — отвратительное преступление».

#### США
4 ноября госсекретарь США Энтони Блинкен во время встречи с президентом Ливана Наджибом Микати в столице Иордании Аммане поблагодарил его «за предотвращение втягивания Ливана в войну, которой не хочет ливанский народ».
Министр обороны США Ллойд Остин выразил обеспокоенность по поводу роли Израиля в продолжающейся напряжённости в отношениях с Ливаном.

#### Франция
Министр вооружённых сил Франции Себастьян Лекорню заявил, что «Франция пожертвует десятки бронетехники ливанским военным для помощи в выполнении патрульных миссий».